# Load
Load es el sexto álbum de estudio de la banda estadounidense de thrash metal Metallica, lanzado el 4 de junio de 1996 bajo el sello Elektra Records como sucesor del exitoso álbum Metallica del año 1991. Grabado en los estudios The Plant en California y producido por Bob Rock (Mötley Crüe, Bon Jovi y The Cult), Load representó un gran cambio en el grupo tanto de imagen como de estilo musical. En este trabajo y luego de una ausencia de cinco años de los estudios (algo inusual para Metallica) la banda dio un giro radical a su sonido, abrazando nuevos subgéneros musicales y profundizando en caminos ya abiertos en su álbum Metallica.
Toda esta transformación ocasionó conmoción en varios sectores, pero especialmente en sus seguidores originales, que los acusaron de "venderse" a un estilo más comercial. Sin embargo, existe un amplio sector opinando que este cambio fue a más, hacia una música más madura y metódica, olvidando parte del resentimiento social de ...And Justice for All (1988) o parte de la rabia del mismo Metallica hacia algunas letras mucho más existencialistas y de conflicto emocional. Además de los cambios estrictamente musicales, también rediseñaron su tradicional logo basado en puntas, por una derivación totalmente minimalista del mismo. En su aspecto físico, se cortaron su tradicional cabello largo y para la contratapa del álbum vistieron trajes estilo cubano.
Aunque a raíz de todo lo anterior, Load constituyó la pérdida de un número considerable de aficionados con predilección por la música agresiva de sus inicios, la banda ganó gran cantidad de adeptos y fue un gran éxito de ventas al hacer el rock fuerte un género más accesible para las masas, asegurándose así, una nueva camada de seguidores.
Un dato anecdótico de este disco es acerca de la portada, ya que, contrario a lo que muchos piensan, la imagen principal de la misma no es fuego ni lava, sino sangre de oveja y semen fotografiada entre dos láminas de Plexiglás, obra del fotógrafo Andrés Serrano creada en 1990 con el nombre de "Blood and Semen III". Para este disco Metallica usó la afinación de Eb (mi bemol), es decir, un semitono por debajo de la afinación estándar, para la mayoría de las canciones.

## Lista de canciones
Todas las letras escritas por James Hetfield.
| N.º | Título                 | Música                    | Duración |  |
| 1.  | «Ain't My Bitch»       | Hetfield, Ulrich          | 5:04     |  |
| 2.  | «2 x 4»                | Hetfield, Ulrich, Hammett | 5:28     |  |
| 3.  | «The House Jack Built» | Hetfield, Ulrich, Hammett | 6:38     |  |
| 4.  | «Until It Sleeps»      | Hetfield, Ulrich          | 4:30     |  |
| 5.  | «King Nothing»         | Hetfield, Ulrich, Hammett | 5:28     |  |
| 6.  | «Hero of the Day»      | Hetfield, Ulrich, Hammett | 4:22     |  |
| 7.  | «Bleeding Me»          | Hetfield, Ulrich, Hammett | 8:18     |  |
| 8.  | «Cure»                 | Hetfield, Ulrich, Hammett | 4:54     |  |
| 9.  | «Poor Twisted Me»      | Hetfield, Ulrich          | 4:00     |  |
| 10. | «Wasting My Hate»      | Hetfield, Ulrich, Hammett | 3:57     |  |
| 11. | «Mama Said»            | Hetfield, Ulrich          | 5:19     |  |
| 12. | «Thorn Within»         | Hetfield, Ulrich, Hammett | 5:51     |  |
| 13. | «Ronnie»               | Hetfield, Ulrich          | 5:17     |  |
| 14. | «The Outlaw Torn»      | Hetfield, Ulrich          | 9:52     |  |

Duración total: 78:58

## Formación
- James Hetfield: Voz y guitarra rítmica, solo de guitarra (canción 2).
- Kirk Hammett: Guitarra líder.
- Jason Newsted: Bajo eléctrico y coros.
- Lars Ulrich: Batería.

## Sencillos
1. «Until It Sleeps» (1996)
2. «Hero of the Day» (1996)
3. «Mama Said» (1996)
4. «King Nothing» (1997)[1]

## Posiciones en lista
| Año  | Sencillo          | Lista                  | Posición |
| ---- | ----------------- | ---------------------- | -------- |
| 1996 | «Ain't My Bitch»  | Mainstream Rock Tracks | 15       |
| 1996 | «Hero of the Day» | Mainstream Rock Tracks | 1        |
| 1996 | «Hero of the Day» | ARIA Singles Chart     | 2        |
| 1996 | «Hero of the Day» | The Billboard Hot 100  | 60       |
| 1996 | «Until It Sleeps» | Mainstream Rock Tracks | 1        |
| 1996 | «Until It Sleeps» | Modern Rock Tracks     | 27       |
| 1996 | «Until It Sleeps» | The Billboard Hot 100  | 10       |
| 1996 | «Until It Sleeps» | ARIA Singles Chart     | 1        |
| 1996 | «Mama Said»       | ARIA Singles Chart     | 24       |
| 1997 | «Ain't My Bitch»  | Mainstream Rock Tracks | 40       |
| 1997 | «Bleeding Me»     | Mainstream Rock Tracks | 6        |
| 1997 | «Hero of the Day» | Canadian Singles Chart | 17       |
| 1997 | «King Nothing»    | Canadian Singles Chart | 14       |
| 1997 | «King Nothing»    | Mainstream Rock Tracks | 6        |
| 1997 | «King Nothing»    | The Billboard Hot 100  | 90       |

## Certificaciones
| País           | Organismo certificador | Certificación | Ventas certificadas |
| -------------- | ---------------------- | ------------- | ------------------- |
| Alemania       | BVMI                   | 5× Oro        | 1 250 000           |
| Argentina      | CAPIF                  | Platino       | 60 000              |
| Australia      | ARIA                   | 2× Platino    | 140 000             |
| Austria        | IFPI Austria           | Platino       | 50 000              |
| Brasil         | Pro-Música Brasil      | Oro           | 100 000             |
| Canadá         | Music Canada           | 4× Platino    | 400 000             |
| España         | PROMUSICAE             | Platino       | 100 000             |
| Estados Unidos | RIAA                   | 5× Platino    | 5 000 000           |
| Finlandia      | Musiikkituottajat      | Platino       | 94 384              |
| Francia        | SNEP                   | Oro           | 100 000             |
| Grecia         | IFPI Greece            | Oro           | 31 000              |
| Hungría        | MAHASZ                 | Oro           | 25 000              |
| Japón          | RIAJ                   | Platino       | 200 000             |
| Noruega        | IFPI Noruega           | Platino       | 50 000              |
| Nueva Zelanda  | RMNZ                   | Platino       | 15 000              |
| Países Bajos   | NVPI                   | Oro           | 50 000              |
| Polonia        | ZPAV                   | Platino       | 100 000             |
| Reino Unido    | BPI                    | Platino       | 300 000             |
| Suecia         | GLF                    | Oro           | 50 000              |
| Uruguay        | CUD                    | Oro           | 3 000               |
| Europa         | IFPI                   | 2× Platino    | 2 000 000           |